# أوقست برنهارد أندرسون
أوقست برنهارد أندرسون (بالسويدية: A. B. Andersson)‏ هو شاعر سويدي، ولد في 1877، وتوفي في 1961.